# Bernard Reynès
Pour les articles homonymes, voir Reynès (homonymie).
Bernard Reynès, né le 18 octobre 1953 à Meknès (Maroc), est un ancien homme politique français.

## Biographie
Membre de l'UMP, Bernard Reynès est élu député le 17 juin 2007, pour la XIIIe législature, dans la 15e circonscription des Bouches-du-Rhône en battant, au second tour, le député sortant Léon Vachet avec 61,65 % des suffrages. Il conserve son mandat de député lors des élections du 17 juin 2012 avec 41,46 % des suffrages (contre 35,93 pour le candidat PS et 22,47 pour celui du FN).
Le 11 novembre 2013, lors de la commémoration de l'Armistice de 1918, il est attaqué et blessé de plusieurs coups de couteaux par un individu qui s'était glissé dans la foule.
Aux élections municipales du 23 mars 2014, cinq listes sont présentées dont celle de Bernard Reynès. Cette dernière obtient 51 % des voix au premier tour et Bernard Reynès est réélu maire.
Soutien de Jean-François Copé lors du congrès de l'Union pour un mouvement populaire de 2012, il rejoint Nicolas Sarkozy pour le premier tour de la primaire présidentielle des Républicains de 2016,. Au second tour, il soutient François Fillon.
Candidat à sa réélection lors des élections législatives de 2017, il retrouve son siège de député. Conformément à la loi, il démissionne quelques jours après de son poste de maire de Châteaurenard.
Il parraine Laurent Wauquiez pour le congrès des Républicains de 2017, scrutin lors duquel il est élu le président du parti.

## Synthèse des mandats
Mandats actuels
- Député de la 15e circonscription des Bouches-du-Rhône entre le 20 juin 2007 et le 21 juin 2022
- Vice-président de la communauté d'agglomération Rhône Alpilles Durance

Anciens mandats
- Adjoint au maire de Châteaurenard du 19 juin 1995 au 18 mars 2001
- Maire de Châteaurenard (Bouches-du-Rhône) du 19 mars 2001 à juillet 2017.